# 通古斯巴西城址
通古斯巴西城址是位于新疆维吾尔自治区阿克苏地区新和县的一处唐代安西大都护府统制下的军屯中心遗址。

## 地理信息
通古斯巴西城址地处新和县通古斯巴西农场南，距离县城45公里左右。北边是天山山脉，南方为塔里木盆地。海拔大概970米。属古龟兹国，是古丝绸之路（中道）中段要地。

## 遗迹介绍
通古斯巴西城址原名为“托古孜巴什”或“通古孜巴什”，有“九城之首”之意。城池为长方形，东西长约250米，南北长大概230米，面积约为0.6平方千米，墙垣构筑前后不同，分为筑和土坯砌筑，或者土坯加筋层交相叠筑。通古斯巴西城是现存唐朝西域龟兹地区具有完整功能的军事区域和屯田区域的规模大、保存完整的唐代遗址。遗址包括通古斯巴西城为中心的2座古城（另一座是克孜尔协海尔古城）及7座戍堡（包括博提巴什戍堡、且热克协尔戍堡、来合买协海尔戍堡、阿克提坎戍堡、乔拉克协海尔（乔拉克谢）戍堡和埃格麦里央达戍堡）和10多处烽燧、佛寺等建筑及多处古渠道、古葡萄园等遗迹。

## 历史及出土文物
通古斯巴西城址始建于大概公元647年-公元692年。被认为是安西四镇之一的龟兹军屯重要的地区之一。1928年9月，黄文弼首次对通古斯巴西城址进行了发掘和调查并在《塔里木盆地考古记》中发表了此次调查结果。此次考察出土的唐朝大历年间的《将军妣闰奴烽子钱》残纸、《李明达借粮契》、《白苏毕领屯来状》及开元通宝等文物证明了该城址的历史。1980年出土过一件“马首龙纹”陶器。1989年，新疆维吾尔自治区文物普查队在此地发现不同种陶制生活残片和金属及石制残骸，并发现文化堆积层。1992年初，该地出土了大约3千枚钱币,被当地村民抢购一空，后有其中二百余枚被中国历史博物馆、国家文物管理局以及中国钱币博物馆收购其余大多流失，出土的钱币包括大历元宝、建中通宝、开元通宝、乾元重宝以及“中”字、“元”字钱等。2015年，根据《安西大都护府考古工作计划》，北京大学考古文博学院、新疆维吾尔自治区文物考古研究所、新和县龟兹文化博物馆联合对该地进行了考察。此次考察出土的玻璃器、剪轮五铢、黄衣红陶片等文物，证明此处遗址的建成可能要早于唐代或至魏晋时代。而古城衰落则可能是吐蕃攻陷安西的结果，除了战争，沙漠化，河川襲奪都可能是古城衰败的原因。

## 古址现状及研究保护
2006年5月，被国务院公布为第六批全国重点文物保护单位。2010年投资200余万元的通古斯巴西古城围栏保护工程完成。2012年，通古斯巴西古址的文物保护规划通过新疆文物古迹保护中心的论证。2014年，对该古址进行了航拍勘探。2015年对此处遗址进行考察后，大量学术研究得以进行，因耕地的扩张、农耕浇灌使得地下水位上涨和多年的雨水，使得古址面对着不同种类的病害侵袭。其中来源包括盐害、红柳、表面风蚀、雨蚀、基础掏蚀凹进、裂隙、坍塌、生物破坏及人为破坏。后通过对实验了解了其土体特性并进行了加固实验。2016年，国家文物局投资450多万元开始对通古斯巴西古城进行抢险加固。2019年5月，自治区文旅厅组织中国文化遗产研究院、中国地质大学、兰州大学对该项目进行了验收。